# Lauperath
Lauperath là một đô thị thuộc huyện Bitburg-Prüm, bang Rhineland-Palatinate, Đức.